# Karstlandschaften in Südchina
Die Karstlandschaften in Südchina (chinesisch 中国南方喀斯特, Pinyin Zhōngguó Nánfāng Kāsītè) sind Zeugnisse für die geologischen Prozesse, die sich in dieser Gegend in den vergangenen Erdzeitaltern abgespielt haben. Die Karstlandschaften erstrecken sich größtenteils über die Provinzen Guangxi, Guizhou, und Yunnan, sowie über das Gebiet der regierungsunmittelbaren Stadt Chongqing. Sie weisen eindrucksvolle Naturschönheiten auf und wurden zum Teil in das UNESCO-Welterbe aufgenommen.

## Geologischer Hintergrund
Etwa 13 % der Fläche (mehr als 1,25 Mio. km²) der Fläche der Volksrepublik China werden von Kalksteinlandschaften gebildet. Davon können im engeren Sinne etwa 500.000 km² als Karstlandschaften charakterisiert werden. Diese Karstlandschaften liegen ganz überwiegend in Südchina, erstrecken sich über etwa 1380 km in West-Ost-Richtung und etwa 1010 km in Nord-Süd-Richtung und sind vor allem in den Provinzen Yunnan, Guizhou und Guangxi, zu kleineren Teilen aber auch in Chongqing, Sichuan, Hunan, Hubei und Guangdong lokalisiert. Die Landschaften weisen verschiedene klimatische Gegebenheiten auf (feuchte und halbtrockene, subtropische und tropische Klimate).
Erdgeschichtlich entstand der zum Teil mehrere Kilometer dicke Kalksteingrund im Bereich des heutigen Südchina in der Zeit vom Kambrium bis zum Perm, d. h. vor etwa 540 bis 250 Millionen Jahren. Damals bildete das heutige Südchina den Boden eines Urmeeres in dem sich kontinuierlich Carbonat- und Silikat-Sedimente ablagerten. Infolge plattentektonischer Prozesse, die im Trias (vor 200 bis 250 Mio. Jahren) einsetzten, und zur allmählichen Anhebung der Eurasischen Platte in diesem Bereich und zur Bildung des Himalaya im späten Tertiär (ab 70 Mio. Jahren vor der Gegenwart) führten, fiel das Meer im Bereich Südchinas trocken und es entstand eine zu wesentlichen Teilen aus Kalkstein gebildete Landmasse, mit einem von Nordwesten nach Südosten abfallenden Höhengradienten von ungefähr 2000 Metern. Unter dem Einfluss der durch den Regen verursachten Erosion und weiterer geologischer Prozesse (Vulkanismus etc.) entstanden im Laufe der Zeit die heutigen, äußerst vielgestaltigen Karstlandschaften mit Turmkarst- und Kegelkarstformationen, Karsthöhlen, Dolinen etc.

## Eintragung in das UNESCO-Welterbe

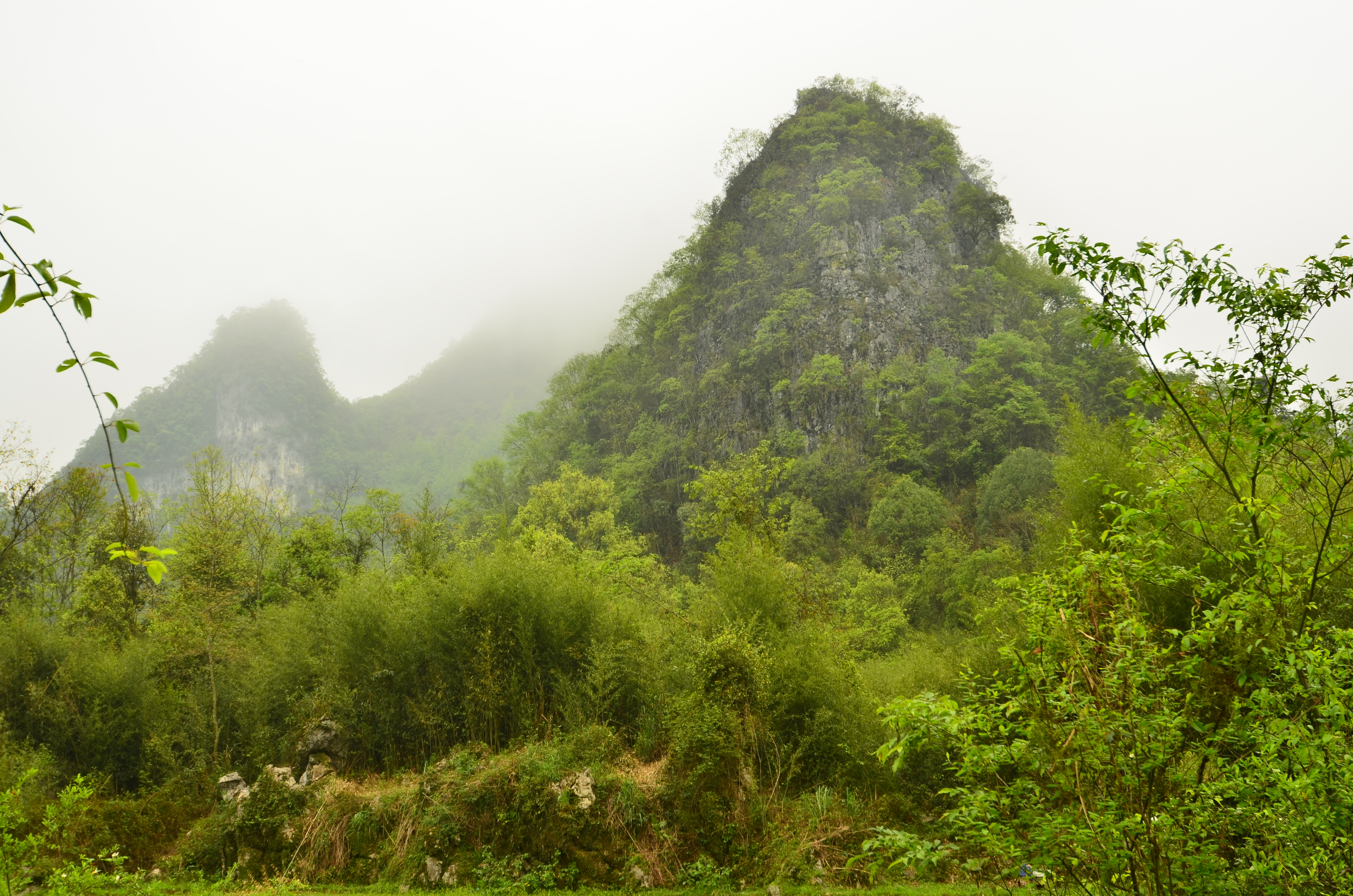
Xiao-Qikong (Libo-Karst)

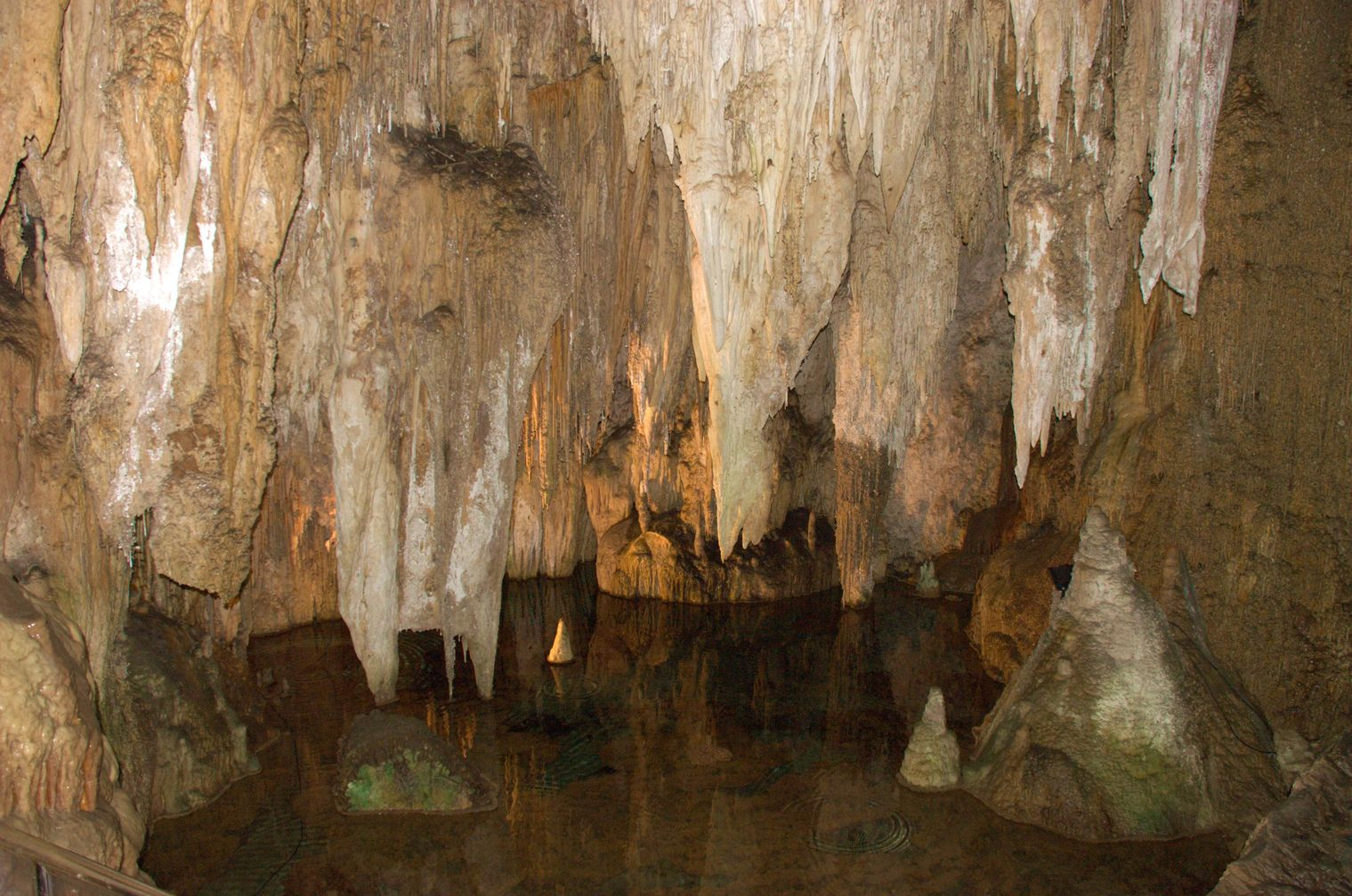
Furong-Höhle (Wulong-Karst)

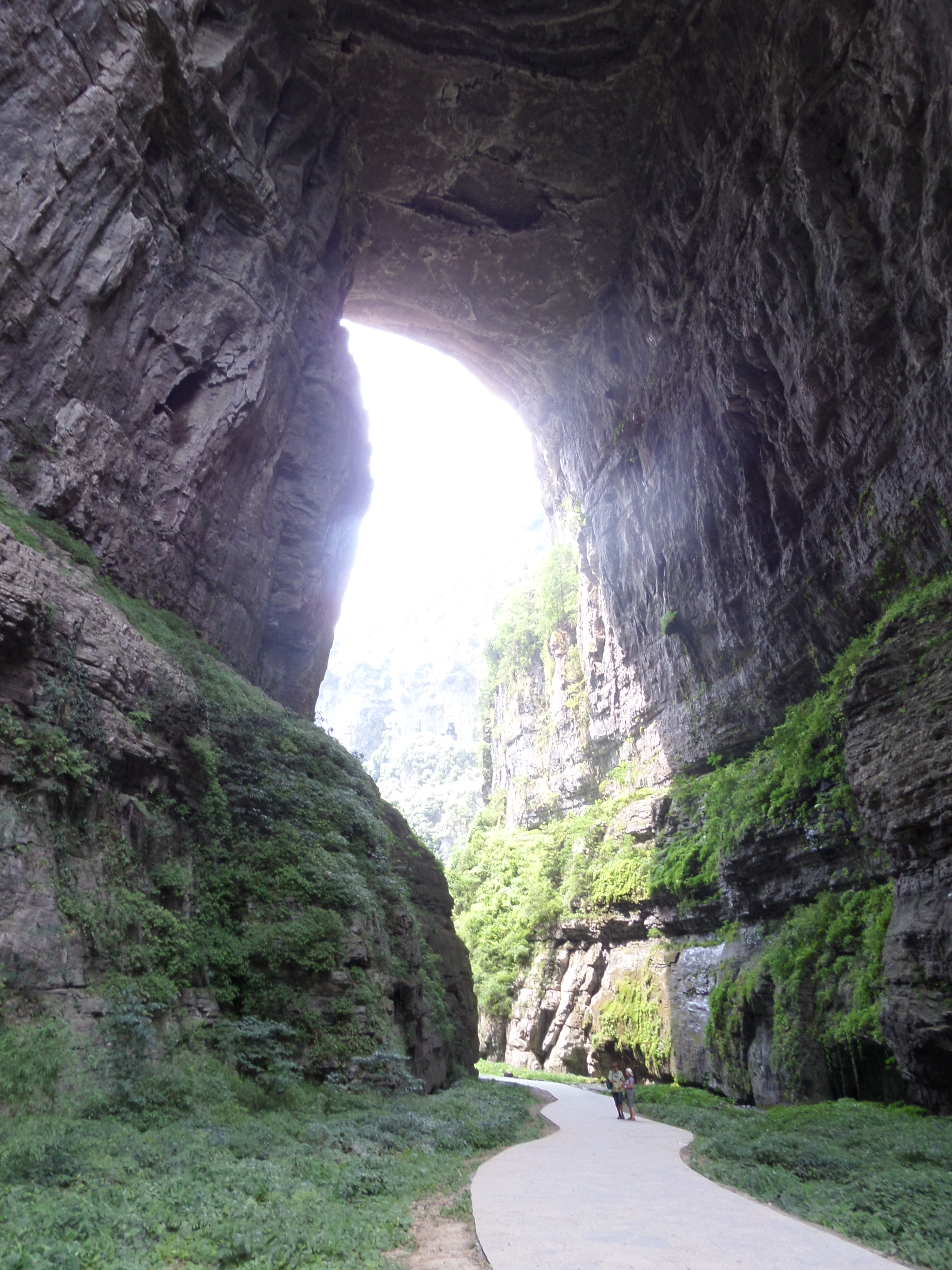
Zweiter Bogen im Bereich der „Drei Brücken“ (Wulong-Karst)

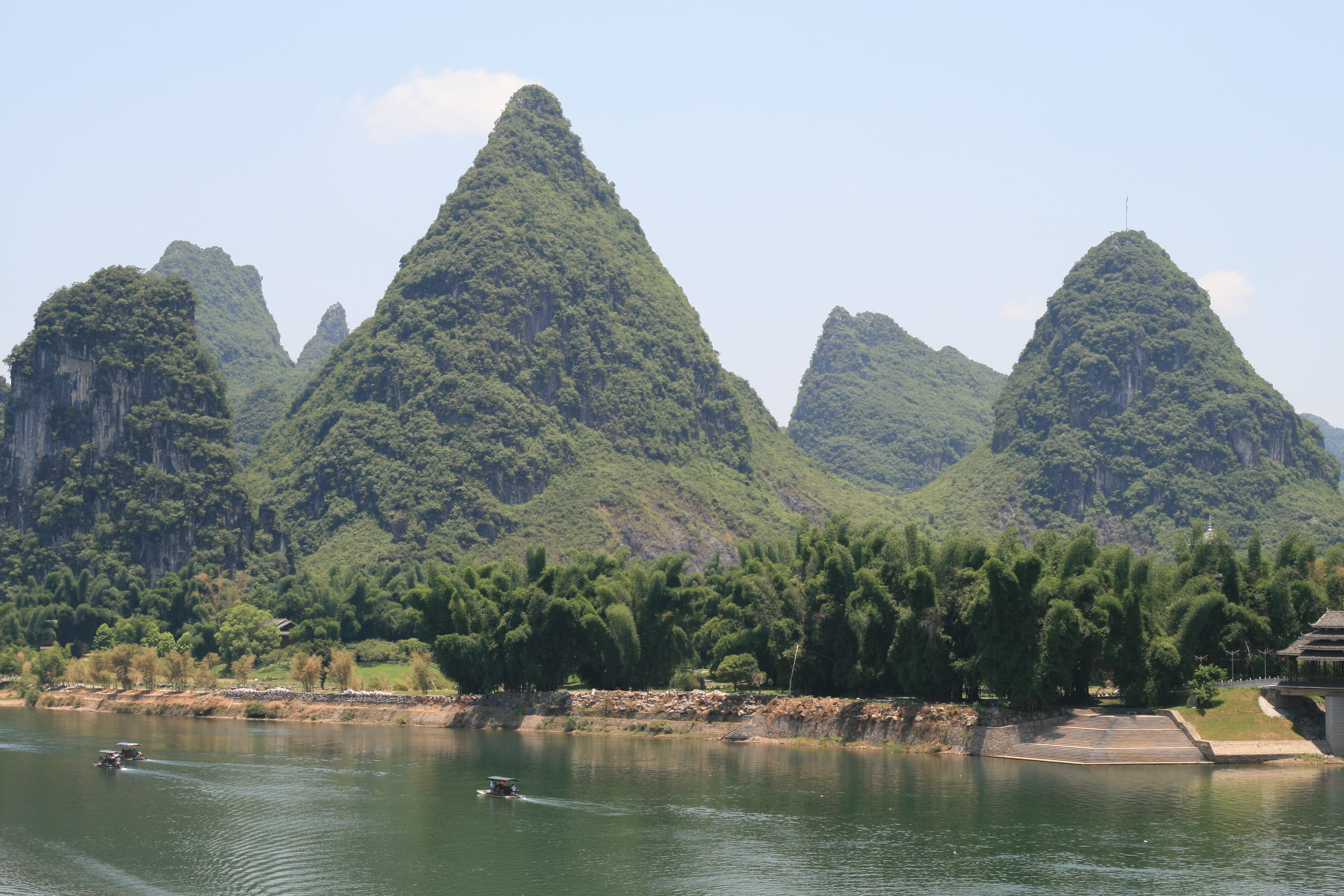
Kegelkarst in Yangshuo

Nachdem die Volksrepublik China anfänglich für verschiedene Karstlandschaften voneinander relativ unabhängige Anträge auf Eintragung in das UNESCO-Welterbe gestellt hatte, verfolgte die chinesische Regierung später die Strategie, die entsprechenden Karstlandschaften in Südchina in mehreren Phasen nacheinander als Teile eines gemeinsamen Welterbes „Karstlandschaften in Südchina“ eintragen zu lassen.
Eine kulturelle Besonderheit der nominierten Stätten bestand darin, dass sie zu großen Teilen in Regionen liegen, die von nationalen Minderheitenvölkern bewohnt sind  (Shilin, Libo und andere). Von regierungsoffizieller chinesischer Seite wurde bei der Nominierung betont, dass die Rechte dieser Minderheiten respektiert würden und dass diese in die Verwaltung und Gestaltung der künftigen Welterbestätten miteinbezogen würden. Die reichhaltige Biodiversität der nominierten Stätten, in denen mehrere seltene, streng geschützte Tier- und Pflanzenarten zu finden sind, wurde ebenfalls betont.

### Erste Nominierungsphase
In der ersten Nominierungsphase reichte die Volksrepublik China am 16. Januar 2006 einen Antrag auf Eintragung von drei Karstlandschaften (Shilin-Karst in Yunnan, Libo-Karst in Guizhou und Wulong-Karst in Chongqing) in das Welterbe ein. Shilin-Karst und Libo-Karst setzten sich aus jeweils zwei Stätten zusammen, während der Wulong-Karst aus drei Stätten bestand.
Auf seiner 31. Sitzung in Christchurch (Neuseeland) vom 23. Juni bis 2. Juli 2007 nahm das UNESCO-Welterbekomitee die beantragten sieben Karstlandschaften in das UNESCO-Welterbe auf. Als Begründung wurden die Kriterien (vii) und (viii) genannt. Das UNESCO-Komitee regte zugleich an, dass auch Kriterium (ix) zusätzlich in Erwägung gezogen werden sollte.
| ID       | Name und Ort                                           | Ort, Provinz      | Koordinaten                   | Fläche    | Pufferzone |
| -------- | ------------------------------------------------------ | ----------------- | ----------------------------- | --------- | ---------- |
| 1248-001 | Shilin-Karst – Steinwald von Naigu 石林喀斯特-乃古石林 | Shilin, Yunnan    | 24° 54′ 32″ N, 103° 21′ 13″ O | 01.746 ha | 22.930 ha  |
| 1248-002 | Shilin-Karst – Dorf Suogeyi 石林喀斯特-所各邑村        | Shilin, Yunnan    | 24° 43′ 4″ N, 103° 20′ 39″ O  | 10.324 ha | 22.930 ha  |
| 1248-003 | Libo-Karst – Xiao-Qikong 荔波喀斯特-小七孔             | Libo, Guizhou     | 25° 16′ 38″ N, 107° 42′ 51″ O | 07.834 ha | 43.498 ha  |
| 1248-004 | Libo-Karst – Dongduo 荔波喀斯特-洞多                   | Libo, Guizhou     | 25° 13′ 8″ N, 107° 59′ 31″ O  | 21.684 ha | 43.498 ha  |
| 1248-005 | Wulong-Karst – Qingkou-Doline 武隆喀斯特-箐口天坑      | Wulong, Chongqing | 29° 33′ 28″ N, 107° 59′ 10″ O | 01.246 ha | 32.000 ha  |
| 1248-006 | Wulong-Karst – Drei Naturbrücken 武隆喀斯特-天生三桥   | Wulong, Chongqing | 29° 24′ 35″ N, 107° 53′ 28″ O | 02.202 ha | 32.000 ha  |
| 1248-007 | Wulong-Karst – Furong-Höhle 武隆喀斯特-芙蓉洞          | Wulong, Chongqing | 29° 12′ 28″ N, 107° 53′ 28″ O | 02.552 ha | 32.000 ha  |
| Gesamt   | Gesamt                                                 | Gesamt            | Gesamt                        | 47.588 ha | 98.428 ha  |

### Zweite Nominierungsphase
In einer zweiten Phase wurden bis zum Jahr 2012 aus 10 primär ausgewählten Karstlandschaften vier weitere ausgewählt (Guilin-Karst in Guangxi, Shibing-Karst in Guizhou und Jinfoshan-Karst in Chongqing; zusätzlich Huanjiang-Karst in Guangxi als direkte Erweiterung zum Libo-Karst), die am 20. März 2013 bei der UNESCO als Welterbe-Kandidaten nominiert wurden. Entsprechend der Vorgabe der UNESCO wurden dabei Landschaften ausgewählt, die komplementär zu den schon eingetragenen Landschaften sein, d. h. nicht deren Charakteristika exakt reproduzieren sollten. Die Nominierung wurde im April 2014 durch das zuständige Komitee positiv begutachtet. Auf seiner 38. Sitzung in Doha (Katar) vom 15. bis 25. Juni 2014 wurden die beantragten Stätten durch das UNESCO-Welterbe-Komitee in das Welterbe aufgenommen.
| ID       | Name und Ort                                        | Ort, Provinz        | Koordinaten                   | Fläche    | Pufferzone |
| -------- | --------------------------------------------------- | ------------------- | ----------------------------- | --------- | ---------- |
| 1248-008 | Guilin-Karst – Putao-Fenglin 桂林喀斯特-葡萄峰林    | Yangshuo, Guangxi   | 24° 55′ 24″ N, 110° 21′ 16″ O | 02.840 ha | 21.610 ha  |
| 1248-009 | Guilin-Karst – Lijiang-Fengcong 桂林喀斯特-漓江峰丛 | Yangshuo, Guangxi   | 25° 0′ 8″ N, 110° 27′ 32″ O   | 22.544 ha | 23.070 ha  |
| 1248-010 | Shibing-Karst 施秉喀斯特                            | Shibing, Guizhou    | 27° 10′ 16″ N, 108° 5′ 40″ O  | 10.280 ha | 18.015 ha  |
| 1248-011 | Jinfoshan-Karst 金佛山喀斯特                        | Nanchuan, Chongqing | 29° 0′ 30″ N, 107° 11′ 59″ O  | 06.744 ha | 10.675 ha  |
| 1248-012 | Huanjiang-Karst 环江喀斯特                          | Huanjiang, Guangxi  | 25° 10′ 1″ N, 107° 59′ 40″ O  | 07.129 ha | 04.430 ha  |
| Gesamt   | Gesamt                                              | Gesamt              | Gesamt                        | 49.537 ha | 77.800 ha  |